# Lijst van voetbalinterlands Afghanistan - Malediven (vrouwen)
Deze lijst van voetbalinterlands is een overzicht van alle officiële voetbalinterlands tussen de nationale vrouwenteams van Afghanistan en de Malediven. De landen hebben tot nu toe drie keer tegen elkaar gespeeld. De eerste wedstrijd was op 18 december 2010 in Cox's Bazar tijdens het Zuid-Aziatisch kampioenschap voetbal vrouwen. De laatste confrontatie, ook bij het Zuid-Aziatisch kampioenschap voetbal vrouwen, was op 15 november 2014 in Islamabad.

## Wedstrijden
| № | Plaats      | Datum            | Competitie                                        | Wedstrijd               | Uitslag |
| - | ----------- | ---------------- | ------------------------------------------------- | ----------------------- | ------- |
| 1 | Cox's Bazar | 18 december 2010 | Zuid-Aziatisch kampioenschap voetbal vrouwen 2010 | Malediven − Afghanistan | 2 − 2   |
| 2 | Colombo     | 8 september 2012 | Zuid-Aziatisch kampioenschap voetbal vrouwen 2012 | Malediven − Afghanistan | 1 − 1   |
| 3 | Islamabad   | 15 november 2014 | Zuid-Aziatisch kampioenschap voetbal vrouwen 2014 | Malediven − Afghanistan | 1 − 0   |

## Samenvatting
| Competitie                           | Totaal gespeeld | Winst Afghanistan | Gelijk | Winst Malediven | Doelsaldo Afghanistan – Malediven |
| ------------------------------------ | --------------- | ----------------- | ------ | --------------- | --------------------------------- |
| Zuid-Aziatisch kampioenschap voetbal | 3               | 0                 | 2      | 1               | 3 − 4                             |
| Totaal                               | 3               | 0                 | 2      | 1               | 3 − 4                             |